# Nanteuil-Notre-Dame
 Nanteuil-Notre-Dame  es una población y comuna francesa, en la región de Picardía, departamento de Aisne, en el distrito de Château-Thierry y cantón de Fère-en-Tardenois.

## Demografía
| 104 | 117 | 148 | 134 | 175 | 142 | 147 | 160 | 164 | 159 | 156 | 148 | 134 | 128 | 139 | 141 | 119 | 128 | 142 | 131 | 82 | 98 | 92 | 99 | 91 | 84 | 85 | 71 | 65 | 51 | 76 | 76 | 70 |
| Para los censos de 1962 a 1999 la población legal corresponde a la población sin duplicidades (Fuente: INSEE [Consultar]) |     |     |     |     |     |     |     |     |     |     |     |     |     |     |     |     |     |     |     |    |    |    |    |    |    |    |    |    |    |    |    |    |